# فعل (صرف)

أقسام الوزن في اللغة العربية

إذا نظرنا إلى المجرد الثلاثي في صيغة الماضي وجدنا له ثلاثة أوزان، وذلك لأن فاءه متحركة بالفتح دائمًا، ولأن لامه متحركة بالفتح دائمًا كذلك، وتبقى عينه التي تتحرك بالفتح أو الضم أو الكسر.

## الأوزان الثلاثة
فتكون أوزانه على النحو التالي:
1. فَعَلَ = نَصَرَ
2. فَعُلَ = كَرُمَ
3. فَعِلَ = فَرِحَ

تختلف هذه الأوزان في ما يُشير له معنى الفعل، وللتبسيط يمكن القول بأنَّ:
1. فَعَل: فعل مُتعدٍّ.
2. فَعُلَ: فعل لازم.
3. فَعِلَ: فعل لازم.[1]

## في المضارع
أما إذا نظرنا إلي صيغة الماضي مع المضارع فإننا نجد له أوزانًا ستة، يفيض في شرحها الصرفيون، ذلك لأن هذه الأوزان كلها سماعية، فتكثر قواعد الصرف، أي لا تنبني علي قياس معين بسيط، ونكتفي على النحو التالي:
1. فَعَلَ يَفعُلُ = نصر ينصر ـ مدّ يمدّ ـ قال يقول ـ دعا يدعو.
2. فَعَلَ يَفعِلُ = ضرب يضرب ـ وعد يعد ـ باع يبيع ـ أتى يأتى.
3. فَعَلَ يَفعَلُ = فتح يفتح ـ وقع يقع ـ قرأ يقرأ
4. فَعِلَ يَفعَلُ = فرح يفرح ـ خاف يخاف ـ بقى يبقى.
5. فَعُلَ يَفعُلُ = كرم يكرم ـ حسن يحسن ـ شرف يشرف.
6. فَعِلَ يَفعِلُ = حسب يحسب ـ ورث يرث.[1]

## المجرد والمزيد
يُشكل الوزن (فعلَل) المجرد الرباعي الوحيد، ويشكل الوزن (فَعَلَ) المجرد الثلاثي الوحيد، وما سواهما يكون مزيدًا ثلاثيًّا ورباعيًّا، بينما يُشكِّل فَعَلَّل المجرد الخماسي الوحيد، ولكنه لا يقع إلا في الأسماء.